# Carlos Domínguez Herrera
Carlos Alberto Domínguez Herrera (Chimbote, 9 de noviembre de 1979) es un abogado y político peruano. Fue congresista por Áncash desde el 28 de julio de 2016 hasta el 30 de septiembre de 2019.
Nació en la ciudad de Chimbote, provincia del Santa, departamento de Ancash. Cursó sus estudios primarios y secundarios en su ciudad natal y estudios superiores de derecho en la Universidad Privada Antenor Orrego de la ciudad de Trujillo.
Fue miembro del Partido Aprista Peruano hasta el 2010, posteriormente se afilió a Fuerza Popular. Como miembro de este partido, participó en las elecciones generales de 2016 como candidato al Congreso por el departamento de Áncash obteniendo la representación. Su mandato se vio interrumpido el 30 de septiembre del 2019 cuando el presidente Martín Vizcarra disolvió el congreso.
El 2019 se hizo público que durante su gestión como congresista habría impulsado una ley para que se declare de interés nacional la modernización del terminal portuario de Chimbote y, al poco tiempo de su aprobación, amplió el objeto social de la empresa Doil Internacional de su propiedad y que se dedicaba a procesamiento de aceite de pescado para que pueda ser dueña y administradora de puertos. De igual forma, en el 2017 Domínguez impulsó un proyecto para la modernización del aeropuerto Jaime Montreuil de Nuevo Chimbote y, al 2018, cuando el proyecto contaba con dictamen favorable en la Comisión de Transportes del Congreso, incluyó dentro del objeto social de su empresa Doil Internacional el giro de prestación de servicios a aeronaves, actuando como agente y empresa de transporte.
Fue candidato al Congreso en las elecciones parlamentarias extraordinarias de 2020 por Fuerza Popular pero no logró la representación.